# KGVW
Koordinaten: 45° 46′ 15″ N, 111° 13′ 26″ W
KGVW oder KGVW-AM ist ein US-amerikanischer religiöser Hörfunksender aus Belgrade im US-Bundesstaat Montana. KGVW sendet auf der Mittelwellen-Frequenz 640 kHz. Eigentümer und Betreiber ist die Gallatin Valley Witness Inc.

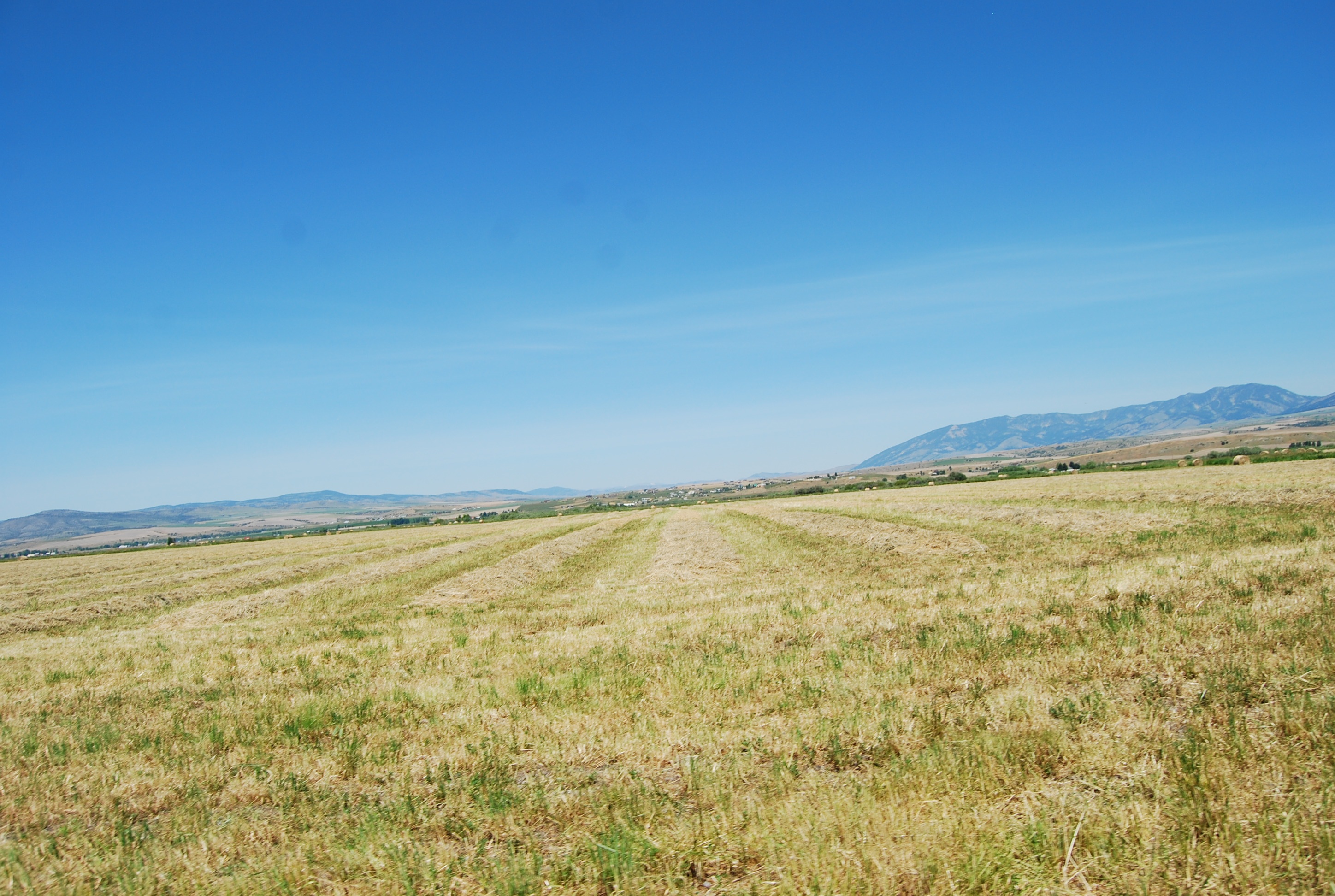
Belgrade, Montana